# ジュラジ・ツルノイェヴィチ
ジュラジ・ツルノイェヴィチ (セルビア語キリル・アルファベット: Ђурађ Црноjeвић, 教会スラヴ語: Гюргь Цьрноевыкь; d. 1514) は、ゼタ公国の支配者 (在位: 1490年 - 1496年)。イヴァン・ツルノイェヴィチとゴイサヴァ・アリアニティの息子で、南スラヴ諸国最初の印刷所であるツルノイェヴィチ印刷所を建設した。ジュラジ・ツルノイェヴィチは、「ゼタ公」と自称した。教育の振興や、天文学や幾何学など多くの科学分野で卓越した知識を有していたことで知られる。

## 生涯
短期間の在位期間でも、政治的業績より文化的業績の方が著名である。しかし1496年、ジュラジはオスマン帝国により公位を追われ、1497年にはヴェネツィア共和国によりオスマン帝国への協力者として一時投獄された。1498年7月30日から10月25日にかけてもヴェネツィアによる旅愁生活を送った。これは前回と逆に、オスマン帝国がヴェネツィアにジュラジを投獄するよう圧力をかけた結果であった。1499年10月22日に彼が書いた遺言状は、この時代において価値ある文学作品とみなされている。
1500年春、ジュラジはフェリズ・ベグにスツタリへ招かれ、イスタンブルへ旅するよう取り計らわれた。ジュラジはイスタンブルでスルターンのバヤズィト2世に正式に自らの地位を返還し、代わりにアナトリア半島にティマールを与えられ、そこをスィパーヒーとして治めることになった。
政治史上では失敗に終わったジュラジ・ツルノイェヴィチであったが、彼の著作はセルビア文学史に多大な功績を残した。ヒエロモンク・マカリイェの助けを得て、ジュラジは1490年代にモンテネグロの貴重な文化遺産となる著作を5冊（Oktoih prvoglasnik (1493/94年), Oktoih petoglasnik (1494年), Psaltir s posljedovanjem (1495年), Trebnik (祈祷書、1495/96年), Četvorojevanđelje (おそらく1496年)）印刷した。

## 家系
父方の祖母はスカンデルベグの姉妹である。母方の祖父はジェルジ・アリアニティで、叔母にスカンデルベグの妻ドニカ・カストリオティがいる。